# زنان آرسنال ۱۱–۱ زنان بریستول سیتی
مسابقه سوپر لیگ فوتبال زنان انگلستان ۲۰–۲۰۱۹ بین آرسنال و بریستول سیتی در مدو پارک، بورهام‌وود، در تاریخ ۱ دسامبر ۲۰۱۹ برگزار شد. آرسنال با نتیجه ۱۱ بر ۱ پیروز شد و یک رکورد جدید سوپر لیگ فوتبال زنان انگلستان را رقم زد، از پیروزی ۹–۰ که توسط زنان لیورپول مقابل دونکاستر روورس بلس در سال ۲۰۱۳ انجام شده بود.
مهاجم هلندی، ویوین میدما، در تمام ۱۰ گلی که در زمانی که در زمین حضور داشت، موثر بود، شش بار گل به ثمر رساند و چهار پاس گل ثبت کرد، که این باعث شکست رکورد سوپر لیگ فوتبال زنان انگلستان خودش برای تک گل بازی در ابتدا در پنجم سپتامبر ۲۰۱۸ مقابل لیورپول شد. (سه گل، دو پاس گل). این گل‌ها همچنین گل‌های سوپر لیگ فوتبال زنان انگلستان میدما را به ۳۶ گل رساند و از جی سو یون به عنوان بهترین گلزن بازیکن غیر بریتانیایی تاریخ لیگ، عبور کرد.